# Taylor Manson

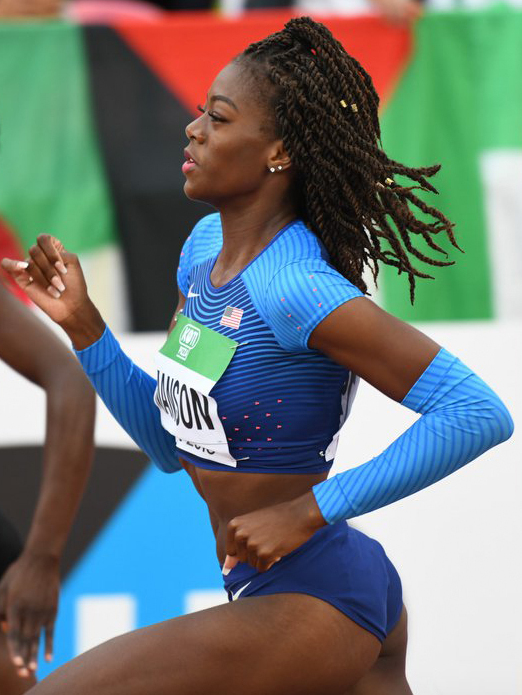

Taylor Manson (nascida a 29 de setembro de 1999) é uma atleta americana que compete principalmente nos 400m.
De East Lansing, Michigan, ela estudou na Universidade da Flórida. Ela ganhou uma medalha de ouro no Campeonato Mundial Sub-20 da IAAF de 2018 nos 4x400m e medalhista de bronze nos 400m individuais.